# Liste der Kreisstraßen im Landkreis Dachau
Die Liste der Kreisstraßen im Landkreis Dachau ist eine Auflistung der Kreisstraßen im bayerischen Landkreis Dachau mit deren Verlauf.

## Abkürzungen
- AIC: Kreisstraße im Landkreis Aichach-Friedberg
- DAH: Kreisstraße im Landkreis Dachau
- FFB: Kreisstraße im Landkreis Fürstenfeldbruck
- FS: Kreisstraße im Landkreis Freising
- Ms: Kreisstraße in München
- PAF: Kreisstraße im Landkreis Pfaffenhofen an der Ilm
- St: Staatsstraße in Bayern

## Liste
Nicht vorhandene bzw. nicht nachgewiesene Kreisstraßen werden in Kursivdruck gekennzeichnet, ebenso Straßen und Straßenabschnitte, die unabhängig vom Grund (Herabstufung zu einer Gemeindestraße oder Höherstufung) keine Kreisstraßen mehr sind.
Der Straßenverlauf wird in der Regel von Nord nach Süd und von West nach Ost angegeben.
| Nr. DAH | Verlauf |
| ------- | --- |
| DAH 1   | (PAF 7 im Landkreis Pfaffenhofen an der Ilm) – Landkreisgrenze – Petershausen – St 2054 – Kollbach – DAH 10 – Landkreisgrenze – (FS 3 im Landkreis Freising) |
| DAH 2   | DAH 6 in Spindelhafner – Miegersbach – Hohenzell – Kiemertshofen – Oberdorf – St 2047 – Altomünster – Pipinsried – DAH 15 – Wagenried – St 2050 in Langenpettenbach |
| DAH 3   | St 2050 in Markt Indersdorf – DAH 3 – Straßbach – Großinzemoos – DAH 10 – Kleininzemoos – Röhrmoos – Röhrmoos – Schönbrunn – Zieglberg – Lotzbach – DAH 4 – Amperpettenbach (– Abzweig zur St 2339 in Haimhausen) – Oberdorf – Landkreisgrenze – (FS 6 im Landkreis Freising)                      |
| DAH 4   | (FS 31 im Landkreis Freising) – Landkreisgrenze – Giebing – DAH 9 – Milbertshofen – Biberbach – Lotzbach – DAH 3 – St 2339 in Ampermoching |
| DAH 5   | St 2051 in Wiedenzhausen – St 2054 – Sulzemoos – Einsbach – Hopfenau – Lauterbach – Priel – DAH 10 – Eisolzried – Bergkirchen – Günding – St 2339 in Dachau |
| DAH 6   | St 2054 in Unterweikertshofen – Sittenbach – Roßbach – Spindelhafner – DAH 2 – Odelzhausen – St 2051 – Lukka – Ebertshausen – Landkreisgrenze – (FFB 2 im Landkreis Fürstenfeldbruck) |
| DAH 7   | (AIC 13 im Landkreis Aichach-Friedberg) – Landkreisgrenze – Miesberg – Stockach – St 2052 – Ebersried – Landkreisgrenze – (FFB 1 im Landkreis Fürstenfeldbruck) |
| DAH 8   | (AIC 3 im Landkreis Aichach-Friedberg) – Landkreisgrenze – Weitenwinterried – Tandern – DAH 15 – Gartelsried – Ed – St 2050/St 2337 in Hilgertshausen |
| DAH 9   | DAH 3 in Markt Indersdorf – Pasenbach – DAH 11 – DAH 10 – Vierkirchen – Rettenbach – DAH 4 in Giebing |
| DAH 10  | (FS 24 im Landkreis Freising) – Landkreisgrenze – Weißling – Kollbach – DAH 1 – Rettenbach – DAH 9 – Vierkirchen – Riedenzhofen – Röhrmoos – DAH 3 – Kleininzemoos – Großinzemoos – Sigmertshausen – St 2050 – Rumeltshausen – Stetten – St 2047 – Puchschlagen – Kreuzholzhausen – DAH 5 in Priel |
| DAH 11  | St 2054 in Weichs – DAH 9 in Pasenbach |
| DAH 12  | Dachau – Gröbenried – Eschenried – Landkreisgrenze – (Ms 23 in München) |
| DAH 13  | St 2052 in Wagenhofen – Landkreisgrenze – (FFB 14 im Landkreis Fürstenfeldbruck) |
| DAH 14  | St 2051 – Oberumbach |
| DAH 15  | DAH 8 in Tandern – DAH 2 in Pipinsried |
| DAH 16  | (PAF 3 im Landkreis Pfaffenhofen an der Ilm) – Landkreisgrenze – Stachusried – Tafern – Ainhofen – Gundackersdorf – St 2054 in Glonn |
| DAH 17  | St 2047/St 2054 in Petersberg – Eisenhofen – Hof – Hirtlbach – Wöhr – Markt Indersdorf – St 2050/St 2054 |
| DAH 18  | (AIC 3 im Landkreis Aichach-Friedberg) – Landkreisgrenze – Thalhausen – Wollomoos – St 2047 – Landkreisgrenze – (AIC 29 im Landkreis Aichach-Friedberg) |